# Armodio e Aristogitone
Armodio e Aristogitone (in greco antico: Ἁρμόδιος?, Harmódios e Ἀριστογείτων, Aristoghéitōn; ... – 513 a.C. o 514 a.C.) furono gli ateniesi tirannicidi che nel 513 a.C. o nel 514 a.C. cercarono di porre termine al potere personale della famiglia di Pisistrato.
Sono noti come "i tirannicidi" per antonomasia, che assassinarono il tiranno di Atene Ipparco, ma vennero a loro volta uccisi dal fratello di costui, Ippia.

## Antefatto
Pisistrato riuscì nel 534 a.C., dopo vari tentativi (meno riusciti) negli anni precedenti, approfittando delle tensioni che laceravano la città di Atene, ad assumere su di essa un potere personale. Pisistrato fu un tiranno, prese il potere con la forza, ma, a giudizio unanime degli storici, fra i quali Erodoto, Tucidide e Aristotele, non ne abusò per modificare le istituzioni di cui la città disponeva e governò più da cittadino che da tiranno.
Quando morì nel 527 a.C.-528 a.C., i suoi figli Ippia e Ipparco gli succedettero. Ippia, il figlio maggiore, tese a continuare nella politica paterna, mentre Ipparco ebbe un ruolo minore nella tirannide, ma l'atteggiamento del regime mutò profondamente in seguito alla fallita cospirazione.
I fatti si svolsero nel 514 a.C.-513 a.C., a quattordici anni dalla morte di Pisistrato. Tucidide racconta che a far scattare la messa in atto della congiura vi furono motivi personali di tipo sentimentale. Ipparco s'invaghisce del giovane Armodio che, secondo quanto racconta lo storico Tucidide, «era allora nel fiore della bellezza giovanile», dal che si deduce che doveva avere 15 anni. Armodio era l'eromenos (giovane amante) di Aristogitone, descritto da Tucidide come «un cittadino di mezza età»  - probabilmente aveva 35 anni - e appartenente a una delle vecchie famiglie aristocratiche.
Le relazioni sessuali fra un uomo più anziano (l'erastès) e un giovane non erano di costume sanzionate ad Atene e altre città greche, sebbene tali rapporti non fossero omosessuali nel moderno senso della parola, ma pederastici. Certe relazioni erano governate da severe convenzioni, e le azioni di Ipparco per cercare di rubare l'eromenos di Aristogitone erano un deciso affronto alle regole (Tucidide dice aspramente che Aristogitone «era il suo amante e lo possedeva»).
Armodio rifiutò Ipparco e raccontò ad Aristogitone cos'era successo. Ipparco, rifiutato, si vendicò ottenendo che la giovane sorella di Armodio fosse esclusa dalla cerimonia di offerta alle feste Panatenee accusandola di non essere sufficientemente nobile. Questa offesa fu così grande per la famiglia di Armodio che egli decise di assassinare, con la complicità di Aristogitone, sia Ippia sia Ipparco e rovesciare la tirannia.

## L'uccisione di Ipparco
Il piano - che doveva essere portato a termine con pugnali nascosti nelle corone di mirto cerimoniali - coinvolgeva anche un certo numero di cospiratori, ma vedendo uno di questi salutare amichevolmente Ippia il giorno fissato, i tirannicidi pensarono di essere stati traditi ed entrarono subito in azione, senza rispettare l'ordine che si erano dati. Riuscirono così a uccidere Ipparco, pugnalandolo a morte mentre stava organizzando le processioni delle Panatenee ai piedi dell'Acropoli, ma perirono per mano delle guardie del tiranno senza scatenare ribellioni.
Aristotele, nella Costituzione degli Ateniesi, tramanda una tradizione che vede la morte di Aristogitone avere luogo solo dopo una tortura volta alla speranza che questi indicasse il nome degli altri cospiratori. Durante la sua agonia, personalmente sovrintesa da Ippia, questi finse benevolenza affinché egli tradisse i suoi cospiratori, sostenendo che la sola stretta di mano del tiranno sarebbe bastata per garantirgli la salvezza. Nel ricevere la mano di Ippia si dice che Aristogitone l'abbia criticato per aver stretto la mano dell'assassino di suo fratello, al che il tiranno cambiò immediatamente idea e lo uccise sul posto.
Allo stesso modo, una tradizione dice che Aristogitone fosse innamorato di una etera dal nome di Leaena (leonessa) che era ugualmente tenuta in tortura da Ippia - in un vano tentativo di costringerla a divulgare i nomi degli altri cospiratori - finché questa morì. Si diceva che era in suo onore che le statue ateniesi di Afrodite furono da allora accompagnate da leonesse [secondo Pausania].
L'assassinio del fratello portò Ippia a stabilire una dittatura ancora più severa che fu molto impopolare e che venne rovesciata, con l'aiuto di un esercito proveniente da Sparta, nel 510 a.C. Questi eventi furono seguiti dalle riforme di Clistene, che stabilì in città la democrazia.

## La fama successiva
La mitologia successiva venne così a identificare le figure romantiche di Armodio e Aristogitone come martiri della causa della libertà ateniese, e divennero noti come i liberatori (eleutherioi) e tirannicidi (tyrannophonoi). Secondo scrittori successivi, ai discendenti di Armodio e Aristogitone furono concessi privilegi ereditari come la sitesis (il diritto di mangiare a spese pubbliche al palazzo del governo cittadino), l'ateleia (esenzione da certi doveri religiosi), e la proedria (posti in prima fila a teatro). Visto che non si sa se Armodio abbia avuto discendenti (è inverosimile che li abbia avuti anche Aristogitone), questa potrebbe essere un'invenzione seguente, ma illustra la loro fama postuma.
La storia di Armodio e Aristogitone, e come venne trattata dai successivi scrittori greci, è dimostrativa dell'attitudine nei confronti dell'omosessualità al tempo. Sia Tucidide sia Erodoto dicono che i due erano amanti senza commentare il fatto presumendo la familiarità dei loro lettori con tale pratica sessuale istituzionalizzata senza trovarvi stranezze.
Nel 346 a.C., per esempio, il politico Timarco fu perseguito (per ragioni politiche) per il fatto che si era prostituito. L'oratore che lo difendeva, Demostene, citò Armodio e Aristogitone, così come Achille e Patroclo, come esempi degli effetti benefici delle relazioni omosessuali.